# 아미노산 합성
아미노산 합성(영어: amino acid synthesis) 또는 아미노산 생합성은 아미노산이 생성되는 생화학적 과정(대사 경로)의 집합이다. 이러한 과정의 기질은 유기체 또는 성장 배지에서 다양한 화합물이다. 모든 유기체가 모든 아미노산을 합성할 수 있는 것은 아니다. 예를 들어, 인간은 20개의 표준 아미노산중 11개(일명 비필수 아미노산)만 합성 할 수 있으며, 이중에서 성장이 가속화될 때 히스티딘은 필수 아미노산으로 간주될 수 있다.

## 비필수아미노산 11개
세린, 아스파라긴, 글루타민,  시스테인, 글리신, 프롤린,  아르기닌, 아스파르트산, 글루탐산,  알라닌, 타이로신
한편 글루타민, 글루탐산은 대부분의 질소 공급원으로서 중요하다.

## 같이 보기
- 에너지 대사